# 葉子發
葉子發（1616年—？年），字方苞，号霞浦，福建福州府闽县籍，興化府莆田县人。明末清初政治人物。

## 生平
崇祯六年（1633年）癸酉科福建乡试舉人，十年（1637年）丁丑科三甲三十六名进士，都察院观政，本年六月授江西安福县知县，十六年欽補昌邑知縣。官至廣東惠州府知府。

## 家族
曾祖葉一新，庠生；祖父葉茂松，庠生；父葉日豫。